# 富山県立富山高等支援学校
富山県立富山高等支援学校（とやまけんりつ とやまこうとうしえんがっこう）は、富山県富山市にある県立の特別支援学校である。

## 沿革
- 平成25年4月 - 旧富山県立大沢野工業高等学校跡地（富山県富山市坂本2600）に開校した。

## 設置学部
- 高等部
  - 生産・サービス学科